# Lubbeek
Lubbeek là một đô thị ở tỉnh Vlaams-Brabant. Đô thị này bao gồm các thị xã Binkom, Linden, Lubbeek và Pellenberg. Tại thời điểm ngày 1 tháng 1 năm 2006,  Lubbeek có tổng dân số 13,60 người. Tổng diện tích là 46,3 km² với mật độ dân số là 296 người trên mỗi km².